# Szattyán

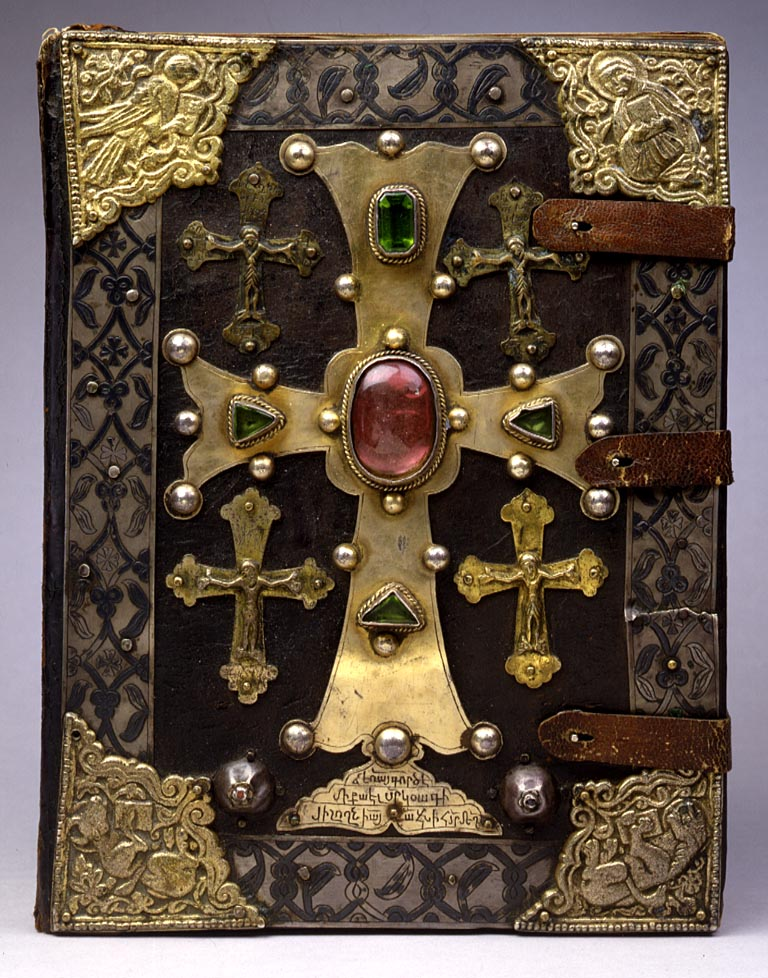
Egy örmény Biblia, amely egykor Toros Roslin tulajdonában volt, marokkói bőrbe kötve

A szattyán finomra kikészített, növényi cserzésű, puha, festett kecskebőr. Leggyakrabban sárgára vagy pirosra festették. Általában cipőfelsőrész készítéséhez használták fel, később könyvkötésre és táskák előállítására is, valamint kárpitozásra. A szattyánkészítők a cserzővargák és tímárok voltak, akiket a török hódoltság kora után egy ideig oszmán-török eredetű szóval tobakosnak neveztek. A szattyán egy változata a kordován.
Az igazi szattyán kecskebőrből készült, de olcsóbb és gyengébb minőségű szattyánt előállítottak még juh-, illetve kutyabőrből is. Az utóbbiakat főleg bélésezésre használták. A növényi cserzés előbb kiegészítette, majd teljesen helyettesítette a korábbi timsós gyakorlatot. A cserzőanyag a sárga cserszömörce pora és leve volt, amelyet áztatással vittek be a bőrbe, vagy a cserzendő bőrökből zsákot varrtak, amibe szömörcelével átitatott szömörceport helyeztek. Ritkán a csertölgy gubacsát is használták, amennyiben a facser jelentősebb szerepet kapott, kordován lett az eredmény. A szattyánkészítés egyik fontos kiegészítője a barkázás, amellyel nemcsak a jellegzetes, a nyersbőrnél erősebb csíkozottságát kapta a bőr, hanem az eljárás tovább puhította azt.
Az oszmán-török nyelvbe az újperzsa saḫiyān (kecskebőr) kifejezés került át sahtiyan alakban, és ott már csak a kikészített, festett kecskebőrt jelentette. Innen jutott a magyar nyelvbe. A szattyánt egész Európában az iszlám terjeszkedésének idején ismerték meg, az angol nyelvben például marokkói bőrnek nevezik. A német saffian ugyaninnen ered, majd szaffián formában visszakerült a magyar terminus technicusok közé is.